# Miguel Forza de Paul
Miguel Forza de Paul (Buenos Aires, 5 de diciembre de 1967) es un actor, director teatral y guionista argentino.

## Biografía

### Formación académica
Forza es licenciado en Artes Combinadas de La Facultad de Filosofía y Letras de la Universidad de Buenos Aires y egresado del Instituto Vocacional de Arte.

### Carrera
Fue guionista de las películas Hasta que me desates y 10 palomas. Esta última fue nominada a los Premios Sur por Mejor diseño de vestuario.

## Filmografía

### Cine
- 1993 - Un muro de silencio (Dir. Lita Stantic)
- 1995 - No te mueras sin decime adónde vas (Dir. Eliseo Subiela)
- 2007 - Upa! (Una película argentina) (Dir. Santiago Girart, Tamae Garateguy y Camila Toker)
- 2008 - Incómodos (Dir. Esteban Ménis)
- 2010 - Pompeya (Dir. Tamae Garateguy)
- 2011 - Súper Clásico (Dir. Ole Christian Madsen)
- 2013 - Mujer lobo (Dir. Tamae Garateguy)
- 2017 - Una hermana (Dir. Sofía Brokenshire y Verena Kuri)
- 2017 - Hasta que me desates (Dir. Tamae Garateguy, guion por él mismo)
- 2019 - 10 Palomas (Dir. Tamae Garateguy, guion por él mismo)[2]
- 2022 - El gerente (Dir. Ariel Winograd)[4]

### Televisión
- Poliladron: una historia de amor (Pol-Ka, Canal 13)
- Primicias (Pol-Ka, Canal 13)
- 22, el loco (Pol-Ka, Canal 13)
- Son amores (Pol-Ka, Canal 13)
- 099, Central (Pol-Ka, Canal 13)
- Costumbres Argentinas (Telefe)
- ½ Falta (Pol-Ka, Canal 13)
- El tiempo no para (Canal 9)
- Algo habrán hecho (Cuatro Cabezas/Telefe)
- Sos mi vida (Pol-Ka, Canal 13)
- Hechizada (Telefe)
- Son de Fierro (Pol-Ka, Canal 13)
- Los Cuentos de Fontanarrosa (Canal 7)
- La Lola (Underground / América)

- Herencia de amor (Telefe)
- Ciega a citas (Rosstoc, Dori Media Group, TV Pública)
- Valientes (Pol-Ka, Canal 13)
- Julia´s Tango (Endemol, para Holanda)

- Dulce amor (Telefe)

- Sos mi hombre (Pol-Ka, Canal 13)
- Boyando (Haddock Films)
- Los Únicos (Pol-Ka, Canal 13)
- Un año para recordar (Underground / Telefe)
- Alguien que me quiera (Pol-Ka, Canal 13)

- Entre caníbales (Telefe)
- Viudas e Hijas del Rock and Roll (Telefe /Endemol)
- Noche y día (Pol-Ka, Canal 13)
- Camino al amor (Telefe)
- Mis amigos de siempre (Pol-Ka, Canal 13)
- Papis (Telefe)
- Solamente vos (Pol-Ka, Canal 13)
- Aliados (Telefe)

- Por amarte así (Telefe)
- Loco por vos (Telefe)
- Variaciones Walsh (Canal7)
- Esperanza mía (Pol-Ka, Canal 13)
- Quiero vivir a tu lado (Pol-ka)
- Jardín de bronce (HBO)
- Campanas en la noche (Telefe)
- Sesiones (Fox-Disney)
- Argentina, tierra de amor y venganza (Pol-Ka, Canal 13)
- Limbo (Star+)

- Terapia alternativa (Star+)

## Teatro
- El que trabaja con el martillo (2000/2001/2002)
- La jaqueca (2003/2004)[5][6]
- Frágil (2008/2011)
- Hollywood (2010)
- Tu cicatriz en mí (2012)
- Como si afuera hubiese nada (2012/2013)[7]
- La necesidad de los hombres de atormentarse los unos a los otros (2017)
- Y la liviandad del dinero (2018/2020)[1]
- La felicidad es un arma caliente (2019/2020)
- Un cielo gris (2022/2023)[8]